# 東四駅
東四駅（とうしえき）は中華人民共和国北京市に位置する北京地下鉄5号線の駅。

## 歴史
- 2007年10月7日 - 5号線が開業。
- 2012年12月30日 - 6号線が開業。

## 駅構造

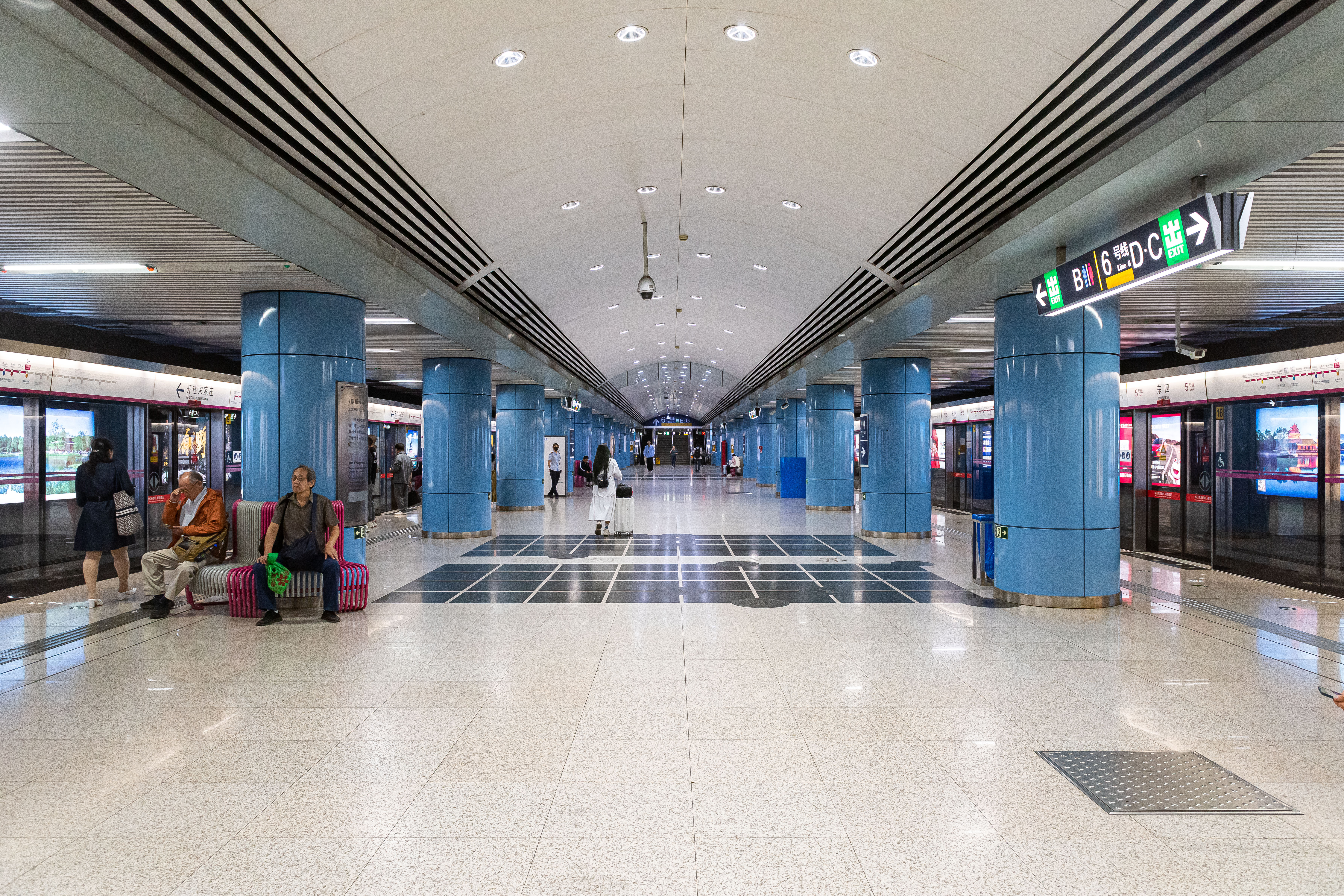
5号線のホーム

5号線は島式ホーム1面2線の地下駅。6号線も。

## 駅周辺
- 北京市第166中学（中国語版）
- 王府井工商所

## 隣の駅
北京地下鉄
■5号線
灯市口駅 - 東四駅 - 張自忠路駅
■6号線
南鑼鼓巷駅 - 東四駅 - 朝陽門駅
座標: 北緯39度55分23秒 東経116度24分42秒 / 北緯39.92304度 東経116.41168度